# ホンソク
ホンソク（ハングル表記:홍석、1994年4月17日）は、韓国出身の歌手、俳優である。男性アイドルグループ「PENTAGON」のメンバー。ANDMARQ所属。

## 来歴
1994年4月17日、京畿道で生まれる。
YGエンターテインメントの元練習生であり、2014年6月放送のサバイバル番組のMIX & MATCHに「TeamB」のメンバーとして出演した。
2015年3月、YGエンターテインメントから離れ、同年7月にCUBEエンターテインメントに入社。
2016年、サバイバル番組であるPENTAGON MAKERを経て、PENTAGONのメンバーとしてデビュー。
2022年5月3日、兵役として入隊。同年12月26日、かつてから患ってきたパニック障害とうつ症状により依病除隊した。
2023年11月6日、CUBEエンターテインメントとの専属契約を終了した。同月21日、チョン・ジョンソやイ・ジュビンらが所属するANDMARQと専属契約を締結した。

## 出演

### 映画
- 残された愛（2017年）
- 劇場版ブルーバースデー（2022年1月19日） - チ・ソジュン 役[9]

### テレビ番組
- 最高のチキン（2019年）
- 火の鳥2020（2021年）

### 配信ドラマ
- キャンパス内（2019年）
- とにかく記念（2019年）
- 二十二十（2020年）
- ブルーバースデー（2021年7月23日 - 9月11日、Playlist） - チ・ソジュン 役[10][11]
- 天国に移動（2021年）
- シャドウ・ビューティー（2021年）
- アクアマン（2022年）